# Heishi
Heishi, jedan od najstarijih oblika nakita s američkog Jugozapada na području kulture Pueblo Indijanaca. Riječ u prijevodu znači  'školjka' , a označava fino ručno obrađena zrnca školjaka koja će nakon što na svakom zrncu umjetnik izbuši rupicu biti nanizane u ogrlicu, koje se nazivaju heishi-ogrlice.
Heishi ogrlice izrađuju se još prije uvođenja metala, a preci pueblo-plemena izrađivali su ih iz školjaka koja su dobivali trgovinom s plemenima na Kalifornijskom zaljevu.
Najpoznatiji umjetnici u izradi heishija su pueblo plemena Santo Domingo i San Felipe